# Конопница (гмина, Люблинский повет)
Конопница (пол. Konopnica) — сельская гмина (волость) в Польше, входит как административная единица в Люблинский повет, Люблинское воеводство. Население — 10 712 человек (на 2004 год).

## Сельские округа
1. Конопница
2. Козубщизна
3. Липняк
4. Марынин
5. Мотыч
6. Мотыч-Лесьны
7. Мотыч-Юзефин
8. Павлин
9. Радавец-Дужи
10. Радавец-Малы
11. Радавчик-Други
12. Спорняк
13. Стасин
14. Шероке
15. Терешин
16. Унишовице
17. Зембожице-Дольне
18. Зембожице-Подлесьне
19. Зембожице-Терешиньске
20. Зембожице-Войцеховске

## Соседние гмины
1. Гмина Белжице
2. Гмина Ясткув
3. Люблин
4. Гмина Неджвица-Дужа
5. Гмина Войцехув